# 御崎

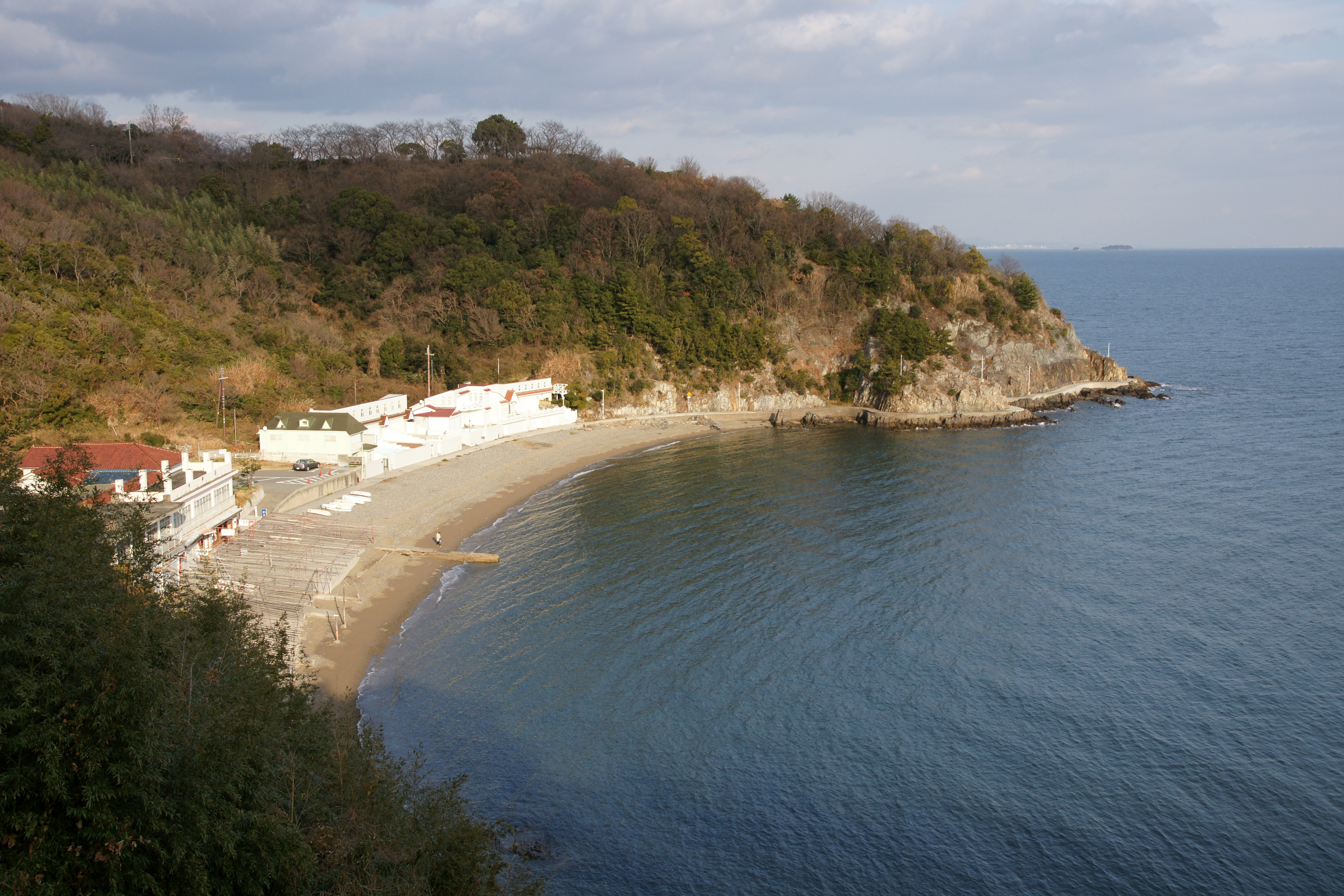
御崎 福浦海水浴場

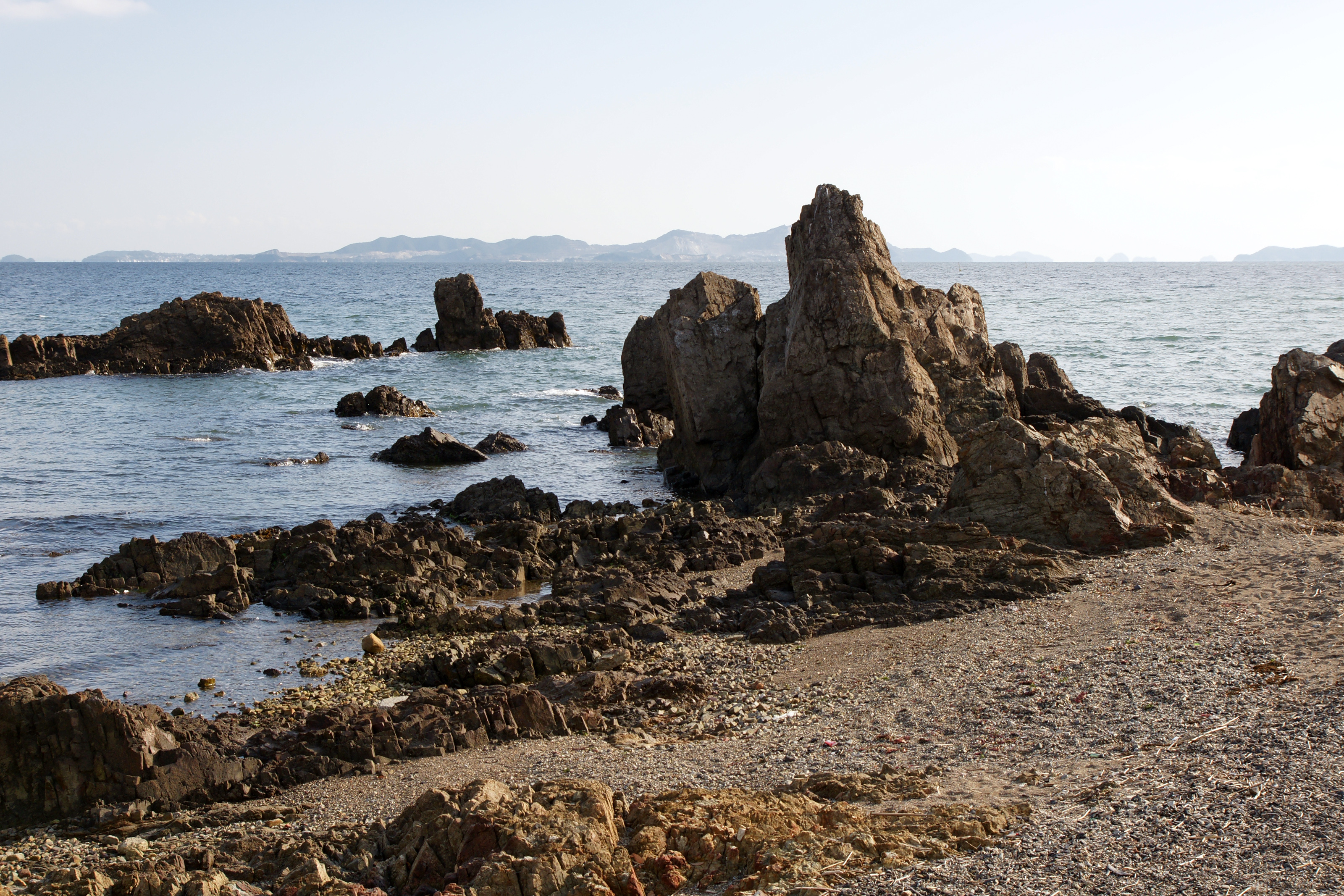
大塚海岸北端のライオン岩

御崎（みさき）は、兵庫県赤穂市御崎に属し、瀬戸内海（播磨灘北西部）に面する岬。瀬戸内海国立公園の区域。日本百景の一つ。「恋人の聖地プロジェクト」により選定されたデートスポット。

## 概要
海岸線に奇岩や節理等の崖と磯が続く変化に富む岬で、沖に家島諸島や小豆島を望める景勝の地である。その海岸線に沿って遊歩道が整備されており、沿道には「大石名残の松」や伊和都比売神社、一目5千本といわれる桜の林がある。

## 地理
- 千種川河口東方に立地し、主として流紋岩質凝灰岩と流紋岩から成る小半島の南端。半島の山頂に赤穂御崎灯台、沖合いの御前岩に赤穂灯標がある。
- 西側一帯はかつて赤穂塩（天塩）の採れる塩田であった。現在は赤穂海浜公園となっている。
- 赤穂御崎温泉のエリアには保養所や旅館が並ぶ。

## 御崎の名所・施設

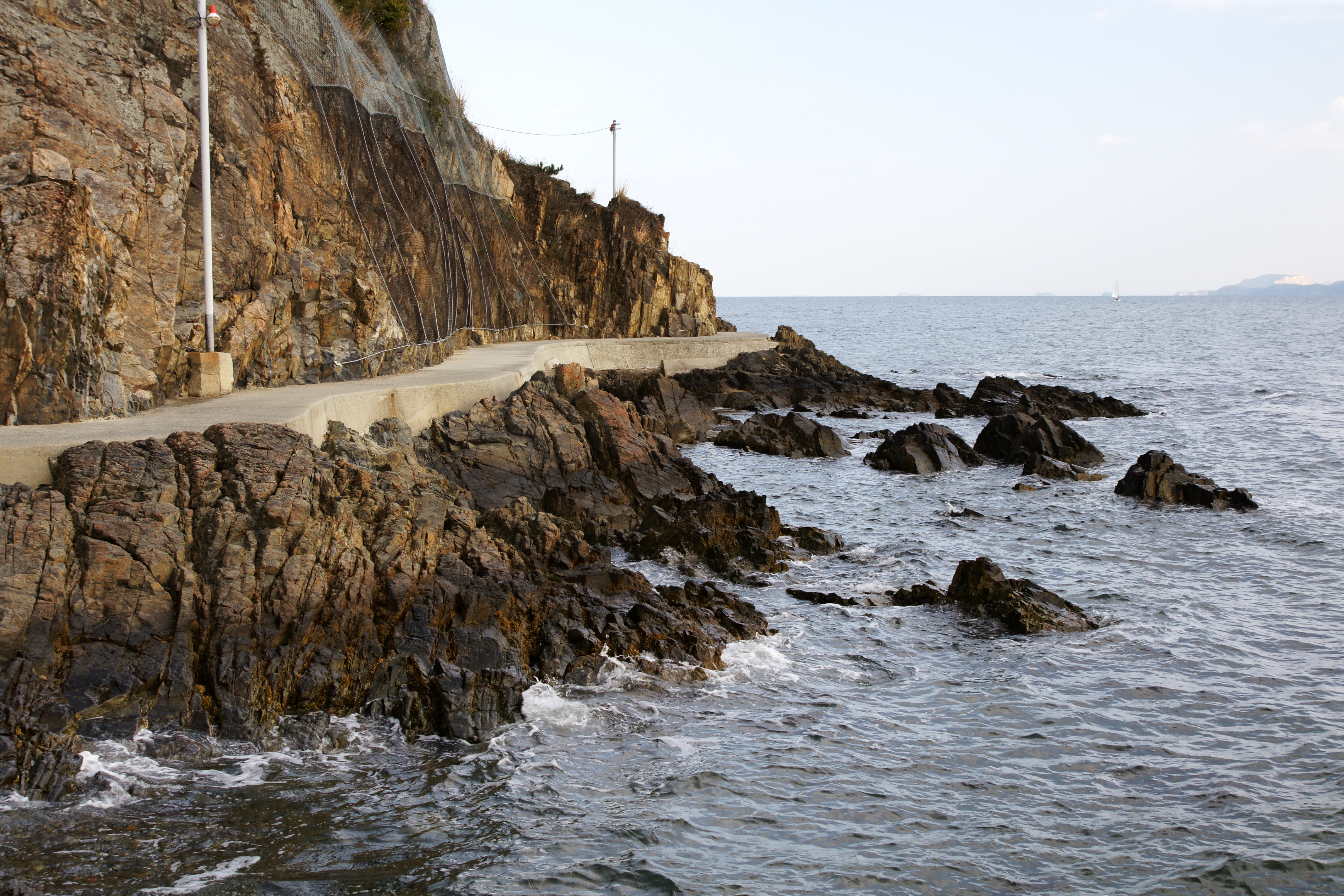
大塚海岸
- ライオン岩
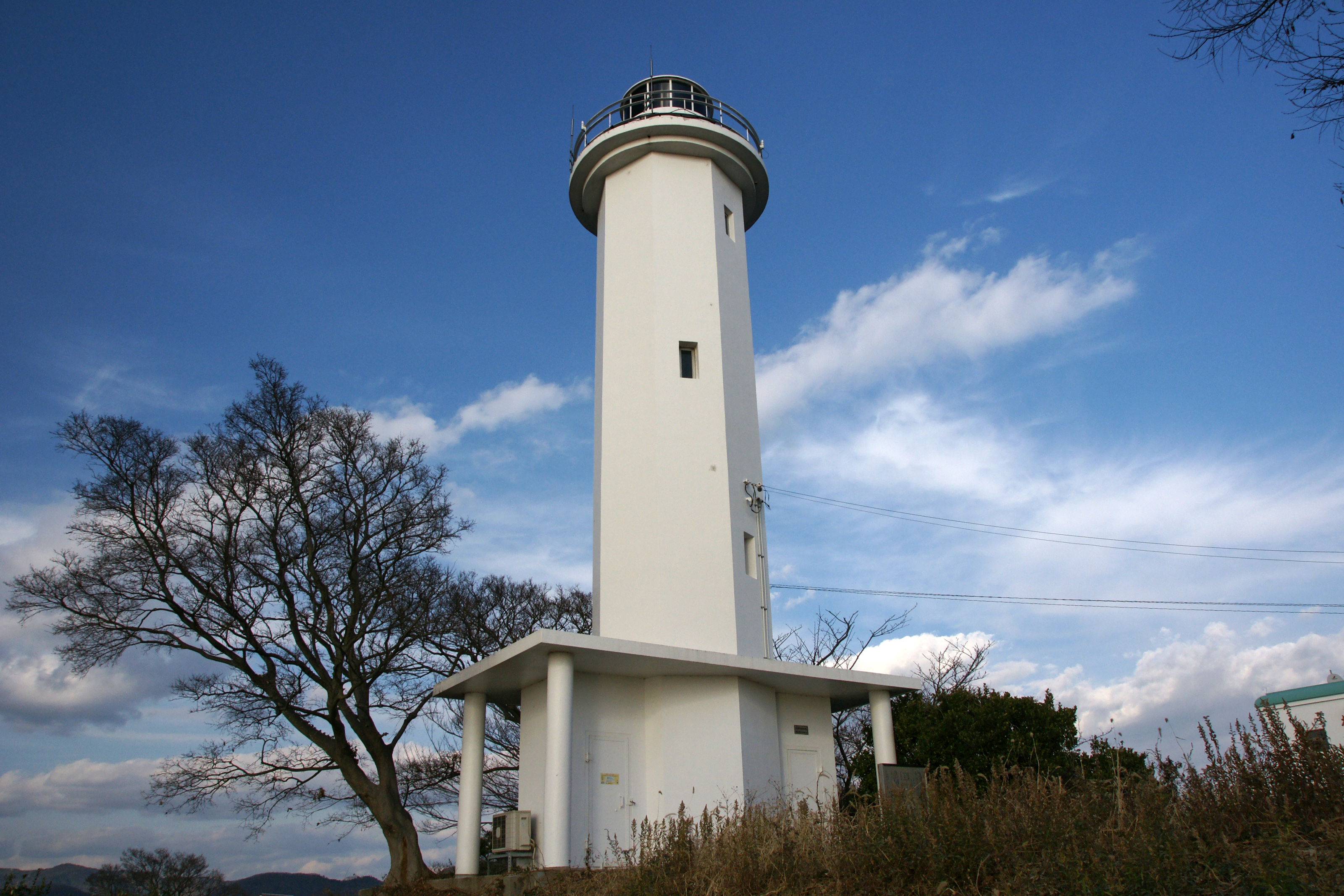
赤穂御崎灯台
- 福浦海水浴場
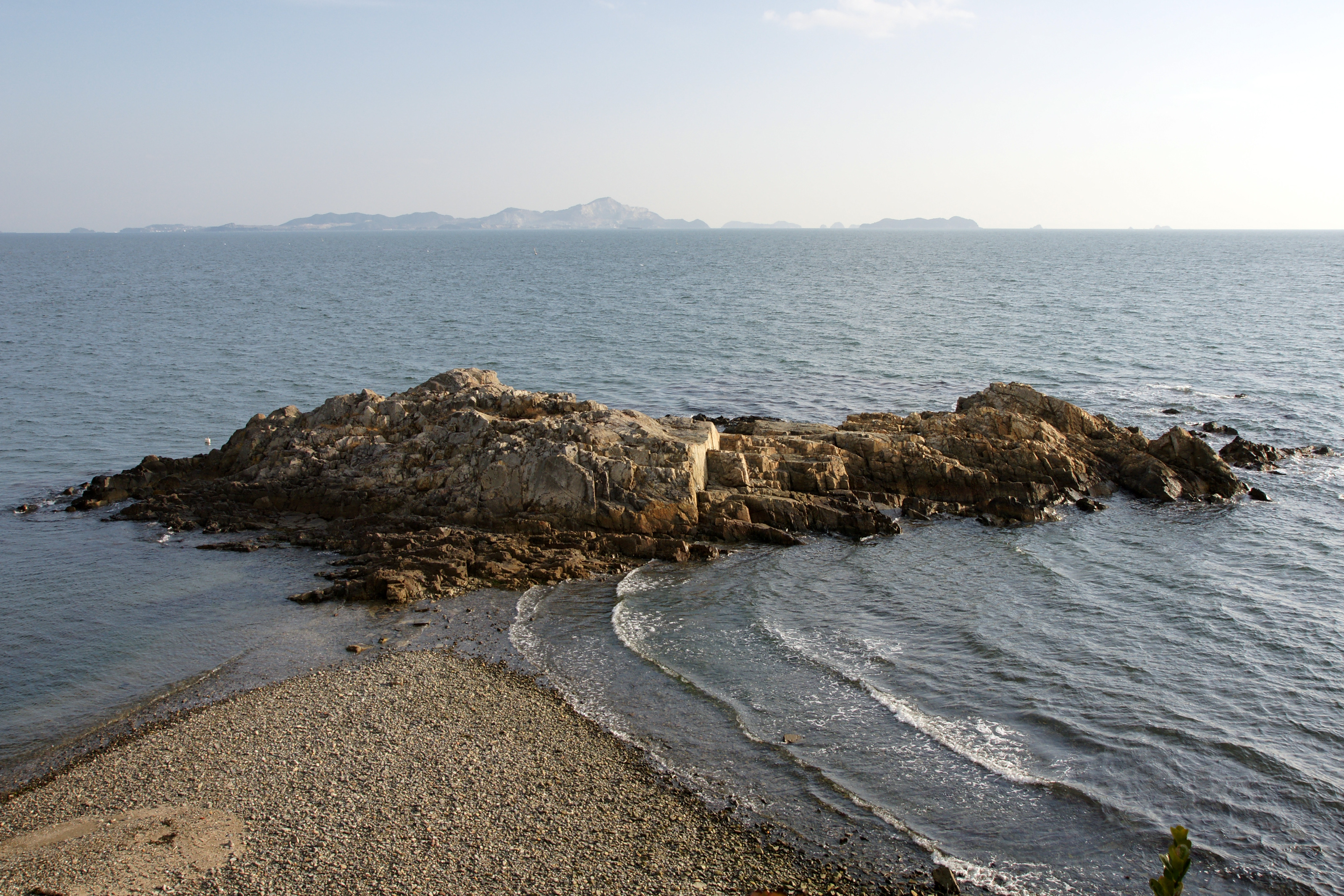
たたみ岩-御前岩
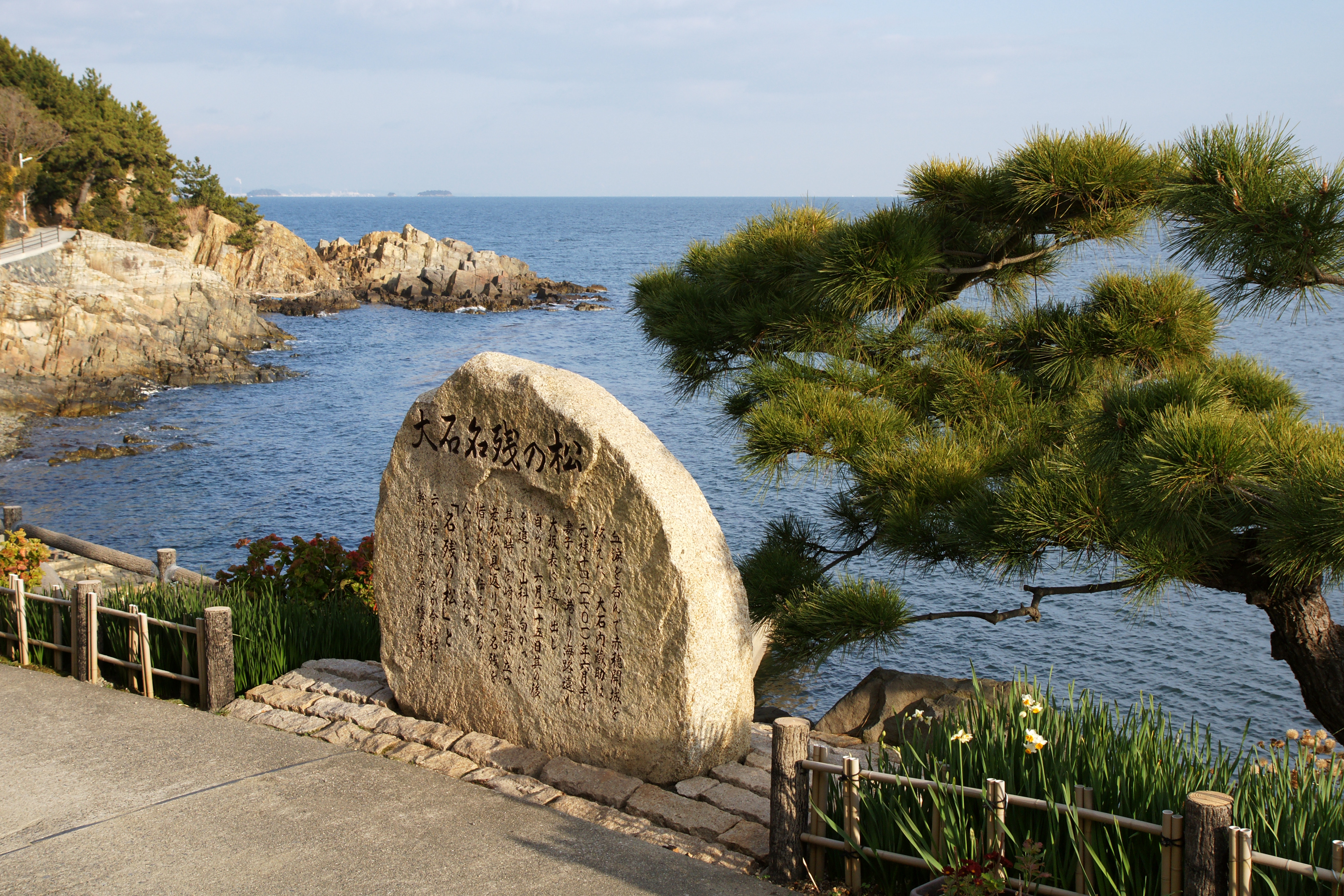
大石名残の松と石碑
大石内蔵助良雄之像

- きらきら坂
- 伊和都比売神社
- 赤穂御崎温泉

- 海岸遊歩道（大塚海岸）
- 赤穂御崎灯台
- たたみ岩-御前岩
- 大石名残の松
- 大石内蔵助良雄之像

## 交通
- 赤穂線播州赤穂駅からバス（ウイング神姫）「亀の井ホテル赤穂」行き乗車。

## 周辺
- 赤穂市立田淵記念館
- 兵庫県立赤穂海浜公園
- 赤穂市立海洋科学館
- 坂越 （都市景観100選）
- 生島 （国の天然記念物、瀬戸内海国立公園）